# Tornei di tennis femminili nel 1892
Prima della nascita del WTA Tour, ossia l'apertura alle tenniste professioniste dei tornei che prima di quell'anno erano riservati alle tenniste dilettanti, tutti gli eventi più importanti erano amatoriali, tra questi c'erano i tornei del Grande Slam: il Campionato francese di tennis, il Torneo di Wimbledon e gli U.S. National Championships.

## Gennaio
Nessun evento

## Febbraio
Nessun evento

## Marzo
| Settimana | Torneo                                                                          | Vincitore        | Finalista       | Semifinalisti | Eliminati ai quarti |
| --------- | ------------------------------------------------------------------------------- | ---------------- | --------------- | ------------- | ------------------- |
| 19 marzo  | South Australian Championships 1892 Adelaide, Australia Erba Singolare - Doppio | Maisie Parr 11-9 | Mrs E Goldsmith |               |                     |
| 19 marzo  | South Australian Championships 1892 Adelaide, Australia Erba Singolare - Doppio |                  |                 |               |                     |

## Aprile
| Settimana | Torneo                                                                                           | Vincitore                          | Finalista           | Semifinalisti | Eliminati ai quarti |
| --------- | ------------------------------------------------------------------------------------------------ | ---------------------------------- | ------------------- | ------------- | ------------------- |
| 2 aprile  | British Covered Court Championships 1892 Londra, Gran Bretagna Parquet indoor Singolare - Doppio | Maud Shackle 6-3 3-6 6-2           | May Arbuthnot       |               |                     |
| 2 aprile  | British Covered Court Championships 1892 Londra, Gran Bretagna Parquet indoor Singolare - Doppio |                                    |                     |               |                     |
| 21 aprile | South African Championships 1892 Port Elizabeth, Sudafrica Terra rossa Singolare - Doppio        | Mabel Grant                        | Mrs McLagon         |               |                     |
| 21 aprile | South African Championships 1892 Port Elizabeth, Sudafrica Terra rossa Singolare - Doppio        |                                    |                     |               |                     |
| 21 aprile | South African Championships 1892 Port Elizabeth, Sudafrica Terra rossa Singolare - Doppio        | Doppio misto: Mabel Grant Mr Davis | Mrs Murell Mr Eaton |               |                     |

## Maggio
| Settimana | Torneo                                                                       | Vincitore                                                    | Finalista                  | Semifinalisti | Eliminati ai quarti |
| --------- | ---------------------------------------------------------------------------- | ------------------------------------------------------------ | -------------------------- | ------------- | ------------------- |
| 14 maggio | New South Wales Championships 1892 Sydney, Australia Erba Singolare - Doppio | Mabel Shaw 7-5 3-6 6-4                                       | Dransfield                 |               |                     |
| 14 maggio | New South Wales Championships 1892 Sydney, Australia Erba Singolare - Doppio | Mayne Mabel Shaw 3-6 8-6 6-2                                 | Dransfield Ada Keele       |               |                     |
| 14 maggio | New South Wales Championships 1892 Sydney, Australia Erba Singolare - Doppio | Doppio misto: G. Wickham Mabel Shaw 3-6 6-3 6-3              | Dudley Webb Ellen Blaxland |               |                     |
| 30 maggio | Irish Championships 1892 Dublino, Irlanda Erba Singolare - Doppio            | Louisa Martin 6-1 6-0                                        | G. Crofton                 |               |                     |
| 30 maggio | Irish Championships 1892 Dublino, Irlanda Erba Singolare - Doppio            | Lottie Dod Bertha Steedman 6-2 6-0                           | Connie Butler N Pope       |               |                     |
| 30 maggio | Irish Championships 1892 Dublino, Irlanda Erba Singolare - Doppio            | Doppio misto: Louisa Martin Grainger Chaytor 4-6 6-4 6-0 9-7 | Lottie Dod Anthony Dod     |               |                     |

## Giugno
| Settimana | Torneo                                                                                        | Vincitore                                    | Finalista                      | Semifinalisti | Eliminati ai quarti |
| --------- | --------------------------------------------------------------------------------------------- | -------------------------------------------- | ------------------------------ | ------------- | ------------------- |
| 10 giugno | Welsh Championships 1892 Penarth, Gran Bretagna Erba Singolare - Doppio                       | Mary Sweet-Escott 2-6 6-3 6-2                | Miss Sweet-Escott              |               |                     |
| 10 giugno | Welsh Championships 1892 Penarth, Gran Bretagna Erba Singolare - Doppio                       |                                              |                                |               |                     |
| 11 giugno | Torneo di Cheltenham 1892 Cheltenham, Gran Bretagna Erba Singolare - Doppio                   | Miss Agg 6-0 6-4                             | Florence Mardall               |               |                     |
| 11 giugno | Torneo di Cheltenham 1892 Cheltenham, Gran Bretagna Erba Singolare - Doppio                   |                                              |                                |               |                     |
| 11 giugno | Torneo di Cheltenham 1892 Cheltenham, Gran Bretagna Erba Singolare - Doppio                   | Doppio misto: Miss Agg H Bacon 2-6 7-5 6-0   | Miss Champain Wilfred Milne    |               |                     |
| 15 giugno | Scottish Championships 1892 Edimburgo, Gran Bretagna Erba Singolare - Doppio                  | Helen Jackson 7-5 6-1                        | L Paterson                     |               |                     |
| 15 giugno | Scottish Championships 1892 Edimburgo, Gran Bretagna Erba Singolare - Doppio                  |                                              |                                |               |                     |
| 18 giugno | Northern Championships 1892 Liverpool, Gran Bretagna Erba Singolare - Doppio                  | Lottie Dod 6-1 6-0                           | Louisa Martin                  |               |                     |
| 18 giugno | Northern Championships 1892 Liverpool, Gran Bretagna Erba Singolare - Doppio                  | Lottie Dod Helen Jackson 6-1 6-3             | Alice Pickering Mrs Pickthall  |               |                     |
| 18 giugno | Northern Championships 1892 Liverpool, Gran Bretagna Erba Singolare - Doppio                  | Doppio misto: Lottie Dod Anthony Dod 6-4 6-1 | Helen Jackson JC Kay           |               |                     |
| 25 giugno | Yorkshire Lawn Tennis Association Tournament 1892 Hull, Gran Bretagna Erba Singolare - Doppio | Helen Jackson 6-0 ritiro                     | Beatrice Draffen               |               |                     |
| 25 giugno | Yorkshire Lawn Tennis Association Tournament 1892 Hull, Gran Bretagna Erba Singolare - Doppio |                                              |                                |               |                     |
| 25 giugno | U.S. National Championships 1892 Filadelfia, USA Erba Singolare - Doppio                      | Mabel Cahill 5-7, 6-3, 6-4, 4-6, 6-2         | Elisabeth Moore                |               |                     |
| 25 giugno | U.S. National Championships 1892 Filadelfia, USA Erba Singolare - Doppio                      | Mabel Cahill Adeline McKinlay 6-1, 6-3       | Helen Day Harris Arny Williams |               |                     |
| 25 giugno | Kent Championships 1892 Beckenham, Gran Bretagna Erba Singolare - Doppio                      | Maud Shackle 6-3 6-1                         | May Jacks                      |               |                     |
| 25 giugno | Kent Championships 1892 Beckenham, Gran Bretagna Erba Singolare - Doppio                      |                                              |                                |               |                     |

## Luglio
| Settimana | Torneo                                                                                                   | Vincitore                                           | Finalista                       | Semifinalisti | Eliminati ai quarti |
| --------- | --- | --------------------------------------------------- | ------------------------------- | ------------- | ------------------- |
|           | Canadian Championships 1892 Toronto, Canada Erba Singolare - Doppio                                      | Maude Delano-Osborne 9-7 7-9 6-2 8-6                | Sydney Smith                    |               |                     |
|           | Canadian Championships 1892 Toronto, Canada Erba Singolare - Doppio                                      |                                                     |                                 |               |                     |
| 2 luglio  | Middle States Championships 1892 Montrose, USA Erba Singolare - Doppio                                   | Mabel Cahill 6-1 6-1                                | Augusta Schultz                 |               |                     |
| 2 luglio  | Middle States Championships 1892 Montrose, USA Erba Singolare - Doppio                                   |                                                     |                                 |               |                     |
| 2 luglio  | Middle States Championships 1892 Montrose, USA Erba Singolare - Doppio                                   | Doppio misto: Mabel Cahill WV Johnson Erba 6-3 6-2  | Augusta Schultz Clarence Hobart |               |                     |
| 7 luglio  | Torneo di Wimbledon 1892 Londra, Gran Bretagna Erba Singolare                                            | Lottie Dod 6-1 6-1                                  | Blanche Bingley                 |               |                     |
| 13 luglio | Torneo di Burton-on-Trent 1892 Burton-on-Trent, Gran Bretagna Erba Singolare - Doppio                    | Miss King 6-1 6-1                                   | Miss Hodson                     |               |                     |
| 13 luglio | Torneo di Burton-on-Trent 1892 Burton-on-Trent, Gran Bretagna Erba Singolare - Doppio                    |                                                     |                                 |               |                     |
| 16 luglio | Queen's Club Championships 1892 Londra, Gran Bretagna Erba Singolare - Doppio                            | Maud Shackle 6-2 6-3                                | Edith Austin                    |               |                     |
| 16 luglio | Queen's Club Championships 1892 Londra, Gran Bretagna Erba Singolare - Doppio                            |                                                     |                                 |               |                     |
| 16 luglio | Nottinghamshire Open 1892 Nottingham, Gran Bretagna Erba Singolare - Doppio                              | Miss Goodman 6-2 7-5                                | Miss Evans                      |               |                     |
| 16 luglio | Nottinghamshire Open 1892 Nottingham, Gran Bretagna Erba Singolare - Doppio                              |                                                     |                                 |               |                     |
| 20 luglio | Torneo di Leamington 1892 Leamington, Gran Bretagna Erba Singolare - Doppio                              | Henrietta Horncastle 2-6 6-2 6-2                    | Miss Goodman                    |               |                     |
| 20 luglio | Torneo di Leamington 1892 Leamington, Gran Bretagna Erba Singolare - Doppio                              |                                                     |                                 |               |                     |
| 23 luglio | Middlesex Championships 1892 Chiswick Park, Gran Bretagna Erba Singolare - Doppio                        | Maud Shackle 6-4 6-0                                | Edith Austin                    |               |                     |
| 23 luglio | Middlesex Championships 1892 Chiswick Park, Gran Bretagna Erba Singolare - Doppio                        |                                                     |                                 |               |                     |
| 23 luglio | Edgbaston Croquet and Lawn Tennis Club Tournament 1892 Birmingham, Gran Bretagna Erba Singolare - Doppio | Winifred Longhurst Edith Longhurst titolo condiviso |                                 |               |                     |
| 23 luglio | Edgbaston Croquet and Lawn Tennis Club Tournament 1892 Birmingham, Gran Bretagna Erba Singolare - Doppio |                                                     |                                 |               |                     |
| 29 luglio | Torneo di Northampton 1892 Northampton, Gran Bretagna Erba Singolare - Doppio                            | Kate Nunneley 6-2 6-8 6-2                           | Miss Friend                     |               |                     |
| 29 luglio | Torneo di Northampton 1892 Northampton, Gran Bretagna Erba Singolare - Doppio                            |                                                     |                                 |               |                     |
| 30 luglio | Northumberland Championships 1892 Newcastle, Gran Bretagna Erba Singolare - Doppio                       | Jane Corder 2-6 9-7 6-4                             | Helen Jackson                   |               |                     |
| 30 luglio | Northumberland Championships 1892 Newcastle, Gran Bretagna Erba Singolare - Doppio                       | Jane Corder Alice Pickering 6-1 2-6 8-6             | Connie Butler Helen Jackson     |               |                     |
| 30 luglio | Northumberland Championships 1892 Newcastle, Gran Bretagna Erba Singolare - Doppio                       | Doppio misto: Helen Jackson Ernest Renshaw 6-2 6-2  | Jane Corder George Ball-Greene  |               |                     |
| 30 luglio | Surrey Championships 1892 Richmond, Gran Bretagna Erba Singolare - Doppio                                | May Arbuthnot 6-3 6-1                               | Ivy Arbuthnot                   |               |                     |
| 30 luglio | Surrey Championships 1892 Richmond, Gran Bretagna Erba Singolare - Doppio                                |                                                     |                                 |               |                     |
| 30 luglio | Torneo di Saint Peter's 1892 Bedford, Gran Bretagna Erba Singolare - Doppio                              | Miss Blencowe 6-3 6-2                               | Henrietta Horncastle            |               |                     |
| 30 luglio | Torneo di Saint Peter's 1892 Bedford, Gran Bretagna Erba Singolare - Doppio                              |                                                     |                                 |               |                     |

## Agosto
| Settimana | Torneo | Vincitore | Finalista                      | Semifinalisti | Eliminati ai quarti |
| --------- | --- | --- | ------------------------------ | ------------- | ------------------- |
| agosto    | Torneo di Criccieth 1892 Criccieth, Gran Bretagna Erba Singolare - Doppio                                    | Miss Jackson 6-4 6-1                                                                                          | Miss Moore                     |               |                     |
| agosto    | Torneo di Criccieth 1892 Criccieth, Gran Bretagna Erba Singolare - Doppio                                    | Mrs Hallward Miss Jackson 6-2 6-3                                                                             | Miss Matthews Miss Turner      |               |                     |
| agosto    | Torneo di Criccieth 1892 Criccieth, Gran Bretagna Erba Singolare - Doppio                                    | Doppio misto: Mrs A Hall Arthur Hallward 5-7 6-2 6-3                                                          | Miss Jackson Jackson           |               |                     |
| 4 agosto  | Torneo di Darlington 1892 Darlington, Gran Bretagna Erba Singolare - Doppio                                  | Mary Putnam walkover                                                                                          | Jane Corder                    |               |                     |
| 4 agosto  | Torneo di Darlington 1892 Darlington, Gran Bretagna Erba Singolare - Doppio                                  | |                                |               |                     |
| 4 agosto  | Torneo di Darlington 1892 Darlington, Gran Bretagna Erba Singolare - Doppio                                  | Doppio misto: Jane Corder George Ball-Greene 6-1 6-2                                                          | H. Luca Arthur Hallward        |               |                     |
| 6 agosto  | Torneo di Exmouth 1892 Exmouth, Gran Bretagna Erba Singolare - Doppio                                        | Lilian Pine-Coffin 8-6 4-6 6-2                                                                                | C Bryan                        |               |                     |
| 6 agosto  | Torneo di Exmouth 1892 Exmouth, Gran Bretagna Erba Singolare - Doppio                                        | |                                |               |                     |
| 6 agosto  | Isle of Man Championships 1892 Castletown, Isola di Man Singolare - Doppio                                   | N. Darrah 6-3 6-0                                                                                             | Miss Moore-Lane                |               |                     |
| 6 agosto  | Isle of Man Championships 1892 Castletown, Isola di Man Singolare - Doppio                                   | N. Darrah Miss Moore-Lane 6-0 6-0                                                                             | Miss Christopher Mrs Thomson   |               |                     |
| 6 agosto  | Isle of Man Championships 1892 Castletown, Isola di Man Singolare - Doppio                                   | Doppio misto: Miss Cubbon TW Cubbon 6-3 8-6                                                                   | Miss M. Dickson J Ferrier      |               |                     |
| 6 agosto  | Torneo di Sheffield and Hallamshire 1892 Sheffield, Gran Bretagna Erba Singolare - Doppio                    | Miss Crosby 6-2 6-2                                                                                           | Miss Kersey                    |               |                     |
| 6 agosto  | Torneo di Sheffield and Hallamshire 1892 Sheffield, Gran Bretagna Erba Singolare - Doppio                    | |                                |               |                     |
| 9 agosto  | Maritime Provinces Championship 1892 Halifax, Canada Erba Singolare - Doppio                                 | Fergie | Mrs Reader                     |               |                     |
| 9 agosto  | Maritime Provinces Championship 1892 Halifax, Canada Erba Singolare - Doppio                                 | Mrs Reader Voules                                                                                             |                                |               |                     |
| 9 agosto  | Maritime Provinces Championship 1892 Halifax, Canada Erba Singolare - Doppio                                 | Doppio misto: Fergie Wylde                                                                                    |                                |               |                     |
| 12 agosto | Torneo di Teignmouth 1892 Teignmouth, Gran Bretagna Erba Singolare - Doppio                                  | |                                |               |                     |
| 12 agosto | Torneo di Teignmouth 1892 Teignmouth, Gran Bretagna Erba Singolare - Doppio                                  | |                                |               |                     |
| 12 agosto | Torneo di Teignmouth 1892 Teignmouth, Gran Bretagna Erba Singolare - Doppio                                  | Doppio misto: Elsie Pinckney John Deykin 6-4 4-1 ritiro                                                       | Violet Pinckney Ernest Renshaw |               |                     |
| 13 agosto | Queensland Championships 1892 Brisbane, Australia Erba Singolare - Doppio                                    | Miss MacGregor                                                                                                | Mabel Taylor                   |               |                     |
| 13 agosto | Queensland Championships 1892 Brisbane, Australia Erba Singolare - Doppio                                    | |                                |               |                     |
| 13 agosto | Queensland Championships 1892 Brisbane, Australia Erba Singolare - Doppio                                    | Doppio misto: Miss Wallace Ernest Gilligan 6-3 6-5                                                            | Mrs Tilston F Ayres            |               |                     |
| 13 agosto | Derbyshire Championships 1892 Buxton, Gran Bretagna Erba Singolare - Doppio                                  | Helen Jackson 6-2 6-1                                                                                         | Miss Vicars                    |               |                     |
| 13 agosto | Derbyshire Championships 1892 Buxton, Gran Bretagna Erba Singolare - Doppio                                  | G Crofton Helen Jackson 6-1 6-2                                                                               | Connie Butler Miss Clarke      |               |                     |
| 13 agosto | Derbyshire Championships 1892 Buxton, Gran Bretagna Erba Singolare - Doppio                                  | Doppio misto: Miss Wadsworth Harry Barlow 9-7 6-2                                                             | G Crofton Tom Chaytor          |               |                     |
| 22 agosto | North of England Championships 1892 Scarborough, Gran Bretagna Erba Singolare - Doppio                       | Beatrice Draffen 6-4 7-5                                                                                      | Kate Nunneley                  |               |                     |
| 22 agosto | North of England Championships 1892 Scarborough, Gran Bretagna Erba Singolare - Doppio                       | Miss Clark Miss Scott 6-2 4-6 9-7                                                                             | Miss Crossley Beatrice Draffen |               |                     |
| 23 agosto | Ontario Championship 1892 Hamilton, Canada Erba Singolare - Doppio                                           | Sydney Smith                                                                                                  | Faulkner                       |               |                     |
| 23 agosto | Ontario Championship 1892 Hamilton, Canada Erba Singolare - Doppio                                           | |                                |               |                     |
| 23 agosto | Ontario Championship 1892 Hamilton, Canada Erba Singolare - Doppio                                           | Doppio misto: Miss Gillespie Mr Matthews                                                                      | Maude Osborne Mr Moreton       |               |                     |
| 27 agosto | East of Scotland Championships 1892 Saint Andrews, Gran Bretagna Erba Singolare - Doppio                     | Jane Corder 6-1 3-6 6-2                                                                                       | Miss Moir                      |               |                     |
| 27 agosto | East of Scotland Championships 1892 Saint Andrews, Gran Bretagna Erba Singolare - Doppio                     | Jane Corder L Paterson 6-0 6-0                                                                                | Miss Johnston Miss Ramsay      |               |                     |
| 27 agosto | Torneo di Bournemouth 1892 Bournemouth, Gran Bretagna Erba Singolare - Doppio                                | Violet Pinckney walkover                                                                                      | Charlotte Cooper               |               |                     |
| 27 agosto | Torneo di Bournemouth 1892 Bournemouth, Gran Bretagna Erba Singolare - Doppio                                | Charlotte Cooper E Cooper Elsie Pinckney Violet Pinckney titolo condiviso                                     |                                |               |                     |
| 27 agosto | Torneo di Dinard 1892 Dinard, Francia Terra rossa Singolare - Doppio                                         | Miss Parker 6-3 6-4                                                                                           | Miss Wombwell                  |               |                     |
| 27 agosto | Torneo di Dinard 1892 Dinard, Francia Terra rossa Singolare - Doppio                                         | |                                |               |                     |
| 27 agosto | Gore Court Archery and Lawn Tennis Club Tournament 1892 Sittingbourne, Gran Bretagna Erba Singolare - Doppio | A. Malden 6-2 7-5                                                                                             | Henrietta Horncastle           |               |                     |
| 27 agosto | Gore Court Archery and Lawn Tennis Club Tournament 1892 Sittingbourne, Gran Bretagna Erba Singolare - Doppio | |                                |               |                     |
| 27 agosto | Gore Court Archery and Lawn Tennis Club Tournament 1892 Sittingbourne, Gran Bretagna Erba Singolare - Doppio | Doppio misto: Miss Chittenden Wilberforce Eaves Henrietta Horncastle E Swift Finale non disputata per pioggia |                                |               |                     |

## Settembre
| Settimana    | Torneo                                                                                   | Vincitore                                             | Finalista                        | Semifinalisti | Eliminati ai quarti |
| ------------ | ---------------------------------------------------------------------------------------- | ----------------------------------------------------- | -------------------------------- | ------------- | ------------------- |
| settembre    | Torneo di Boulogne-sur-Mer 1892 Boulogne-sur-Mer, Francia Terra rossa Singolare - Doppio | H Froome 6-0 6-3 6-2                                  | Miss Bigwood                     |               |                     |
| settembre    | Torneo di Boulogne-sur-Mer 1892 Boulogne-sur-Mer, Francia Terra rossa Singolare - Doppio |                                                       |                                  |               |                     |
| 5 settembre  | Sussex Championships 1892 Brighton, Gran Bretagna Erba Singolare - Doppio                | Maud Shackle 6-0 8-6                                  | Bertha Steedman                  |               |                     |
| 5 settembre  | Sussex Championships 1892 Brighton, Gran Bretagna Erba Singolare - Doppio                | Blanche Hillyard Miss Kersey 6-3 8-6                  | Julia Shackle Maud Shackle       |               |                     |
| 5 settembre  | Sussex Championships 1892 Brighton, Gran Bretagna Erba Singolare - Doppio                | Doppio misto: Maud Shackle HW Carlton 6-0 4-6 6-2     | Blanche Hillyard George Hillyard |               |                     |
| 10 settembre | Pacific Coast Championships 1892 San Rafael, USA Cemento Singolare - Doppio              | Susie Morgan walkover                                 | Bertha Crouch                    |               |                     |
| 10 settembre | Pacific Coast Championships 1892 San Rafael, USA Cemento Singolare - Doppio              |                                                       |                                  |               |                     |
| 14 settembre | South of England Championships 1892 Eastbourne, Gran Bretagna Erba Singolare - Doppio    | Blanche Hillyard                                      | Bertha Steedman                  |               |                     |
| 14 settembre | South of England Championships 1892 Eastbourne, Gran Bretagna Erba Singolare - Doppio    |                                                       |                                  |               |                     |
| 14 settembre | South of England Championships 1892 Eastbourne, Gran Bretagna Erba Singolare - Doppio    | Doppio misto: Maud Shackle George Ball-Greene 6-3 6-4 | Blanche Hillyard George Hillyard |               |                     |

## Ottobre
Nessun evento

## Novembre
| Settimana   | Torneo                                                                       | Vincitore                                    | Finalista                | Semifinalisti | Eliminati ai quarti |
| ----------- | ---------------------------------------------------------------------------- | -------------------------------------------- | ------------------------ | ------------- | ------------------- |
| 26 novembre | Victorian Championships 1892 Melbourne, Australia Asfalto Singolare - Doppio | E Raleigh 1-6 6-3 6-2                        | EM Mayne                 |               |                     |
| 26 novembre | Victorian Championships 1892 Melbourne, Australia Asfalto Singolare - Doppio | E. Raleigh Miss Raleigh 6-4 6-5              | Mabel Shaw Phenie Shaw   |               |                     |
| 26 novembre | Victorian Championships 1892 Melbourne, Australia Asfalto Singolare - Doppio | Doppio misto: EM Mayne Ben Green 6-2 3-6 6-2 | E Raleigh Richard Shuter |               |                     |

## Dicembre
| Settimana   | Torneo                                                                        | Vincitore                         | Finalista   | Semifinalisti | Eliminati ai quarti |
| ----------- | ----------------------------------------------------------------------------- | --------------------------------- | ----------- | ------------- | ------------------- |
| 29 dicembre | New Zealand Championships 1892 Dunedin, Nuova Zelanda Erba Singolare - Doppio | Isabel Rees 6-4 6-5               | Ruth Orbell |               |                     |
| 29 dicembre | New Zealand Championships 1892 Dunedin, Nuova Zelanda Erba Singolare - Doppio | L Mackerras Miss MacNeil walkover |             |               |                     |

## Senza data
| Settimana | Torneo                                                                      | Vincitore           | Finalista                 | Semifinalisti | Eliminati ai quarti |
| --------- | --------------------------------------------------------------------------- | ------------------- | ------------------------- | ------------- | ------------------- |
|           | Natal Championships 1892 Durban, Sudafrica Terra rossa Singolare - Doppio   | Mabel Grant 6-1 6-2 | Norah Hickman             |               |                     |
|           | Natal Championships 1892 Durban, Sudafrica Terra rossa Singolare - Doppio   |                     |                           |               |                     |
|           | Ealing Lawn Tennis Tournament 1892 Londra, Gran Bretagna Singolare - Doppio | Charlotte Cooper    | non conosciuta (bandiera) |               |                     |
|           | Ealing Lawn Tennis Tournament 1892 Londra, Gran Bretagna Singolare - Doppio |                     |                           |               |                     |